# Gottlob August Hölzer

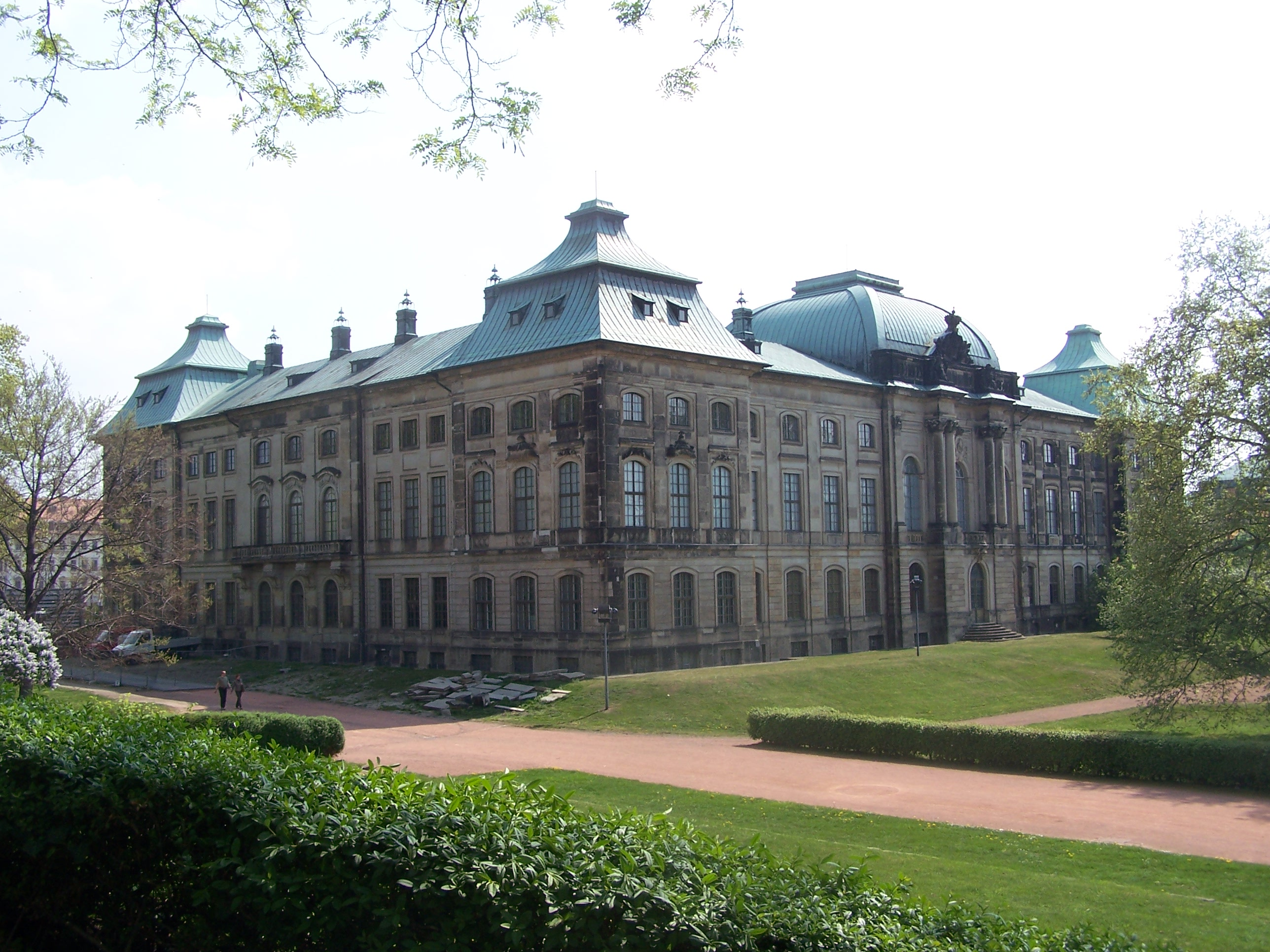
Das Japanische Palais vom zugehörigen Barockgarten aus gesehen.

Gottlob August Hölzer (* 1744 in Dresden; † 18. Februar 1814 ebenda) war ein deutscher Architekt, sächsischer Baubeamter und Hochschullehrer an der Kunstakademie Dresden.

## Leben

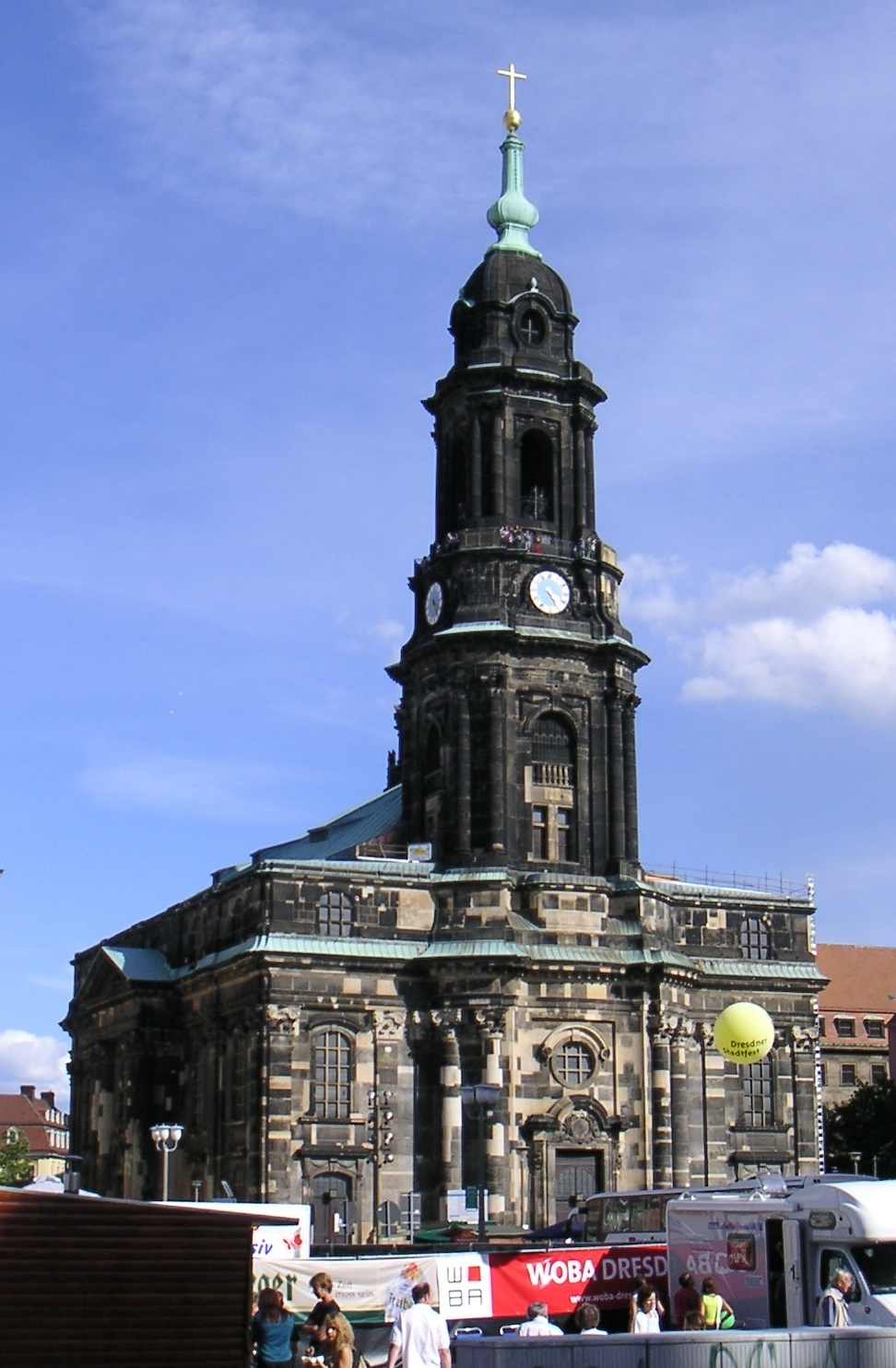
Kreuzkirche mit dem 1788 von Hölzer fertiggestellten Turm (Aufnahme von Westen, Sommer 2004)

Hölzer war Schüler von Friedrich August Krubsacius, später sein Nachfolger als Professor und ab 1767 sächsischer Hofbaumeister.
Seine Schüler waren u. a. Johann Gottfried Klinsky (1765–1828), Carl August Benjamin Siegel, Christian Ernst Stölzel und Gottlob Friedrich Thormeyer.

## Arbeiten
- 1774: Wiederaufbau des Palais Vitzthum-Schönburg an der Moritzstraße in Dresden
- 1785–1786: Sanierungs- und Sicherungsmaßnahmen am Japanischen Palais[1]

## Bauten (Auswahl)
- 1764–1792: Kreuzkirche am Dresdner Altmarkt unter der Leitung von Johann George Schmidt, Christian Friedrich Exner und Hölzer (Turmbau 1781–1788)[2]

## Entwürfe (Auswahl)
- 1775: rückwärtige Wand des „Colombarium zu den Urnen“ im Japanischen Palais (nach einer Idee des Antikeninspektors Johann Friedrich Wacker), ausgeführt 1781–1785